# Калитин, Владимир Тихонович
Владимир Тихонович Калитин (19 февраля 1947, пос. Октябрьский, Зейский район, Амурская область) — российский предприниматель, президент АК «АЛРОСА» (2002—2004).

## Биография
Родился 19 февраля в посёлке Октябрьский Зейского района Амурской области. В 1974 году окончил Иркутский политехнический институт. Работал инженером.
С 1977 года в Якуталмаз. С 1993 по 1996 главный инженер комбината Алмазы России-Саха, c 1996 по 2002 главный инженер АЛРОСА, после чего возглавил компанию, сменив на этом посту Вячеслава Штырова.
С 2004 г. — заместитель Председателя Наблюдательного совета АК «Алроса».
С 2005 г. по 2006 г. — первый вице-президент по технической политике АК «Алроса».

## Награды и звания
- Лауреат премии Правительства РФ в области науки и техники
- Орден «Знак Почёта»
- Орден Дружбы
- Знак отличия «370 лет Якутия с Россией»
- Заслуженный горняк Республики Саха (Якутия)
- Заслуженный работник АК «Алроса»
- Почётный гражданин Томпонского района (2003)[1]